# Reino do Zimbabwe

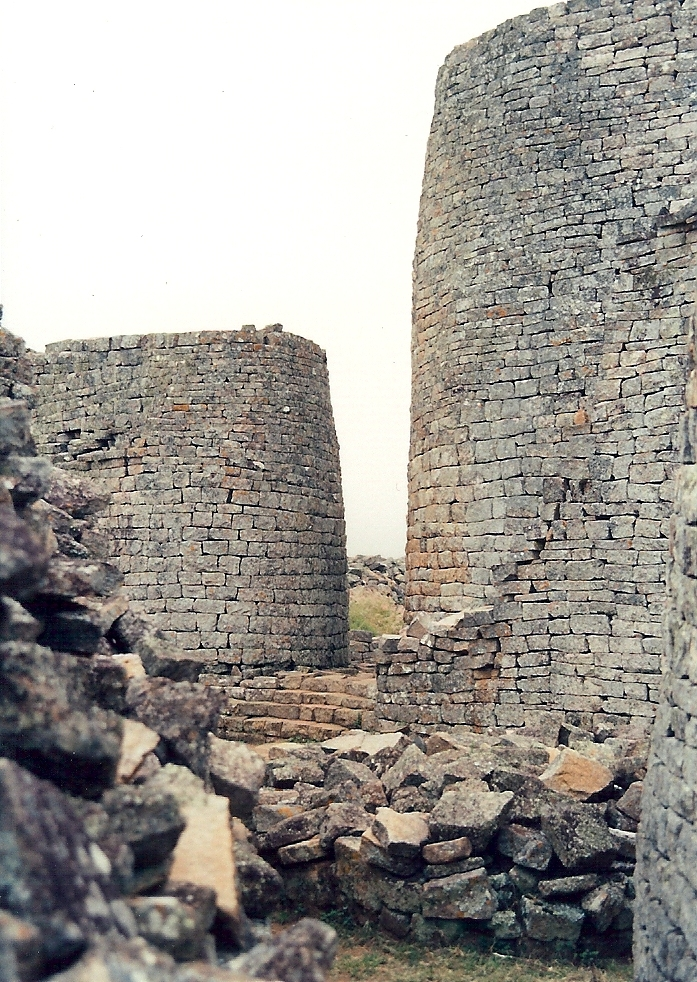
Ruínas das torres da Grande Zimbabwe.

O Reino de Zimbabwe (c. 1220–1450) foi um reino medieval localizado atualmente no Zimbabwe. Sua capital, Grande Zimbabwe, é a maior estrutura de pedra na pré-colonial África do Sul.

## Nome
Zimbabwe é o nome moderno emitido para a civilização pré-colonial mais proeminente no sul da África. O nome é derivado de um dos dois termos possíveis: o xona (dzimba dza mabwe ou "Grandes casas de pedra") ou Kalanga (Nzi we mabwe ou "Casa de pedra no campo").

## Origem
Embora o Reino de Zimbabwe foi formalmente criado durante o período medieval, escavações arqueológicas na região sugerem que a formação do Estado aqui foi consideravelmente mais antiga. No início do século XI, as pessoas do Reino de Mapungubwe na África Austral acredita-se que se instalaram no planalto Zimbabwe. Lá, eles iriam estabelecer o Reino do Zimbabwe em torno de 1220. registros do século XVI deixados pelo explorador João de Barros indicam que Grande Zimbabwe parece ainda ter sido habitada recentemente, em início de 1500.

## Cultura e expansão
Os governantes do Zimbabwe trouxeram tradições artísticas e alvenaria de pedra de Mapungubwe. A construção de elaborados edifícios de pedra e paredes atingiu seu ápice no reino. A instituição de mambo também foi usado no Zimbabwe, juntamente com uma estrutura de classes cada vez mais rígida de três camadas. O reino taxou outros governantes em toda a região. O reino era composto por mais de 150 afluentes sediados em seus próprios zimbabwes menores. Eles estabeleceram uma regra em uma área mais ampla que o Mapungubwe, o Butua ou o Mutapa.

## Economia
O Reino do Zimbabwe controlou o marfim e o comércio de ouro do interior para a costa sudeste da África. Os bens asiáticos e árabes podem ser encontrados em abundância no reino. A domesticação econômica, que tinha sido crucial para os estados proto-xona anteriores, também foi praticada. As pessoas da Grande Zimbabwe mineraram mineral como ouro, cobre e ferro. Eles também mantiveram a pecuária, como é explicado por sua teoria da hipótese gado.[carece de fontes?]

## Ascensão de Mutapa e declínio do Zimbabwe
Em aproximadamente 1430, o príncipe Niatsimba Mutota, do Grande Zimbabwe, viajou para o norte até a região de Dande em busca de sal. Ele então derrotou Tonga e Tavara com seu exército e estabeleceu sua dinastia em Chitakochangonya Hill. A terra que ele conquistou se tornaria o Império Monomotapa. Dentro de uma geração, eclipsou o Grande Zimbabwe como o poder econômico e político no Zimbabwe. Em 1450, a capital e a maior parte do reino foram abandonados.

## Consequências
O fim do reino resultou em uma fragmentação do poder proto-xona. Duas bases surgiram ao longo de um eixo norte-sul. No norte, o Império Monomotapa continuou e até melhorou a estrutura administrativa do Zimbabwe. Não seguiu a tradição de alvenaria de pedra na medida do seu antecessor. No sul, o Reino de Butua foi estabelecido como uma versão menor, mas quase idêntica, do Zimbabwe. Ambos estados foram eventualmente absorvidos no maior e mais poderoso dos estados de Kalanga, o Império Rozwi.